# Androginofilia
Androginofilia o ginandrofilia describe una parafilia que designa atracción por personas andróginas o androginia, otras veces, se define como atracción tanto hacia hombres como hacia mujeres, siendo, en este caso, considerada la mezcla de androfilia y ginofilia o una forma de llamar a la bisexualidad (como en la ambifilia).